# Aphanistes fuscipes
Aphanistes fuscipes là một loài tò vò trong họ Ichneumonidae.